# قصر مرمر رامسر
قصر مرمر رامسر أو قصر الرخام هو مقر العائلة المالكة خلال حكم الدولة البهلوية والذي يُعَد واحداً من أكثر الآثار الثمينة والرائعة في شمال إيران. والذي تم بنائه بأمر من رضا شاه بهلوي عام 1937 م. وقد تم تشييد القصر من الرخام الأبيض وله أربعة أعمدة منحوتة من الرخام الكامل، وهناك تمثالا نمر من الرخام أيضاً على جانبي درج القصر.

## الموقع والبناء
يقع القصر في بستان تبلغ مساحته 60 ألف متر مربع حيث غُرِسَت فيه أول شتلات من النباتات المعدلة وراثياً ونباتات الزينة النادرة، ويُعتبَر من أجمل بساتين إيران من حيث التنوع النباتي.
حيث يقع القصر في شارع الشهيد رجائي بمدينة رامسر في محافظة مازندران، وأنه بُنيَ بين إحدى الحدائق التي أزهارها ونباتاتها الأكثر تنوعاً في إيران وهناك شجرة صنوبر أمام مدخل القصر، يصل ارتفاعها 23 متراً.

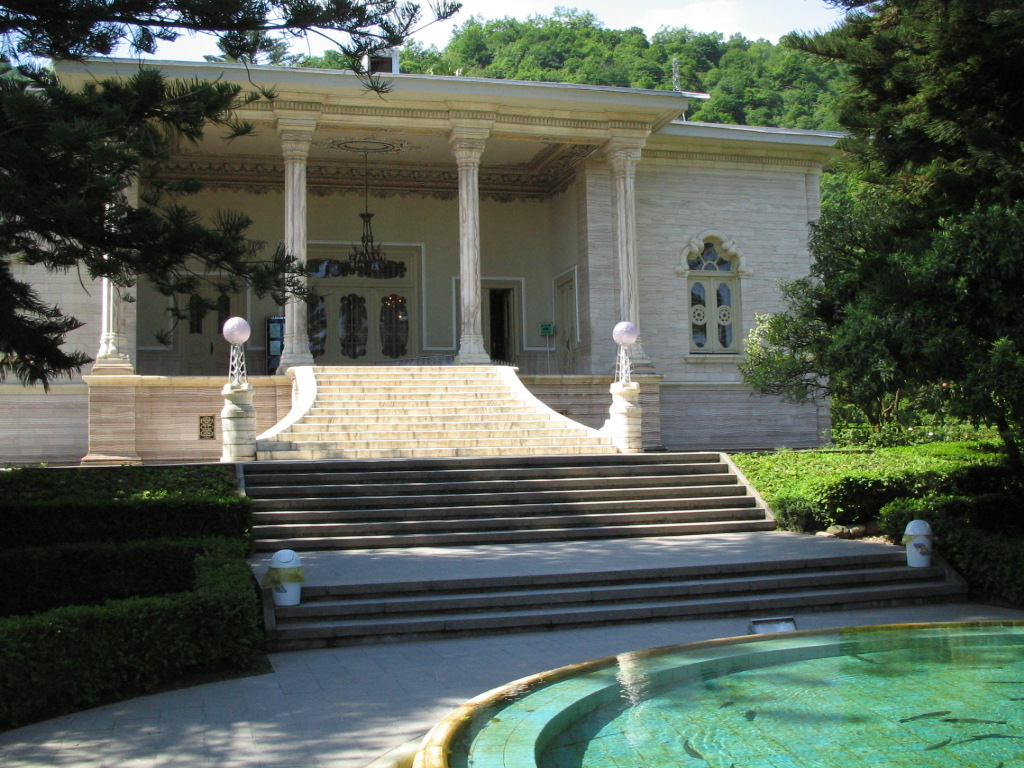
Marble palace in Ramsar

## قبل وبعد الثورة الإسلامية
وقد كان يتم استخدام القصر حتى اندلاع الثورة الإسلامية وسقوط النظام البهلوي عام 1979م حيث كان هناك مقر إقامة العائلة المالكة.
اما بعد انتصار الثورة الإسلامية، أصبح القصر متحفاً حيث يمكن للجمهور الدخول إليه وزيارة الأعمال المعروضة فيه والتي تتضمن أثاث وأرائك البلاط الملكي، وشمعدانات وبوفيات عتيقة وتماثيل برونزية ورخامية ثمينة ولوحات من الفنانين المشهورين على المستوى العالمي.